# Go Ahead Eagles
El Go Ahead Eagles és un club de futbol neerlandès de la ciutat de Deventer.

## Història

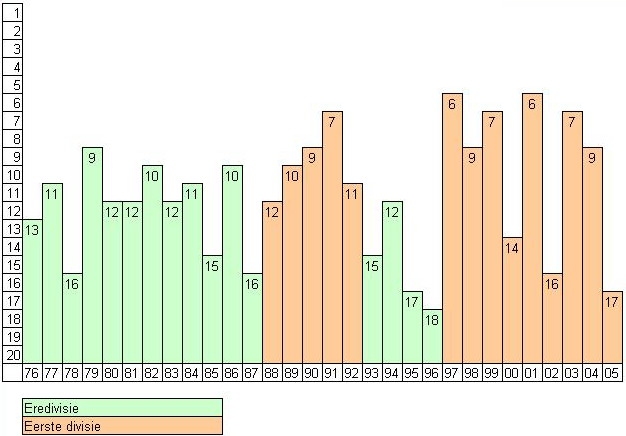
Gràfica Go Ahead Eagles 1976-2005.

El Go Ahead Eagles fou fundat l'any 1902 amb el nom de Be Quick però fou ràpidament canviat per Deventer VV Go Ahead a petició de la Associació Neerlandesa de Futbol el 1905. L'any 1971 el club fou reanomenat esdevenint Go Ahead Eagles Deventer. És un dels clubs històrics del futbol neerlandès, campió de la lliga neerlandesa, Eredivisie, quatre cops, els anys 1917, 1922, 1930 i 1933.

## Palmarès
- Eredivisie:[2]
  - 1916-17, 1921-22, 1930, 1933

## Jugadors

### Plantilla 2024-25
A 11 maig 2025
| N. | Pos. | Nac. | Jugador          |
| -- | ---- | --- | ---------------- |
| 1  | POR  | [[Fitxer:Flag of Germany.svg\|23x15px\|border \|alt=Alemanya\|link=Selecció de futbol d'Alemanya\|{{#if:\|]]                      | Luca Plogmann    |
| 2  | DEF  | [[Fitxer:Flag of the Netherlands.svg\|23x15px\|border \|alt=Països Baixos\|link=Selecció de futbol dels Països Baixos\|{{#if:\|]] | Mats Deijl       |
| 3  | DEF  | [[Fitxer:Flag of Germany.svg\|23x15px\|border \|alt=Alemanya\|link=Selecció de futbol d'Alemanya\|{{#if:\|]]                      | Gerrit Nauber    |
| 4  | DEF  | [[Fitxer:Flag of the Netherlands.svg\|23x15px\|border \|alt=Països Baixos\|link=Selecció de futbol dels Països Baixos\|{{#if:\|]] | Joris Kramer     |
| 5  | DEF  | [[Fitxer:Flag of Indonesia.svg\|23x15px\|border \|alt=Indonèsia\|link=Selecció de futbol d'Indonèsia\|{{#if:\|]]                  | Dean James       |
| 6  | MIG  | [[Fitxer:Flag of the Netherlands.svg\|23x15px\|border \|alt=Països Baixos\|link=Selecció de futbol dels Països Baixos\|{{#if:\|]] | Calvin Twigt     |
| 7  | DAV  | [[Fitxer:Flag of Denmark.svg\|23x15px\|border \|alt=Dinamarca\|link=Selecció de futbol de Dinamarca\|{{#if:\|]]                   | Jakob Breum      |
| 8  | MIG  | [[Fitxer:Flag of the Netherlands.svg\|23x15px\|border \|alt=Països Baixos\|link=Selecció de futbol dels Països Baixos\|{{#if:\|]] | Evert Linthorst  |
| 9  | DAV  | [[Fitxer:Flag of the Netherlands.svg\|23x15px\|border \|alt=Països Baixos\|link=Selecció de futbol dels Països Baixos\|{{#if:\|]] | Milan Smit       |
| 10 | DAV  | [[Fitxer:Flag of Denmark.svg\|23x15px\|border \|alt=Dinamarca\|link=Selecció de futbol de Dinamarca\|{{#if:\|]]                   | Søren Tengstedt  |
| 11 | DAV  | [[Fitxer:Flag of Norway.svg\|23x15px\|border \|alt=Noruega\|link=Selecció de futbol de Noruega\|{{#if:\|]]                        | Oskar Sivertsen  |
| 14 | DAV  | [[Fitxer:Flag of Sweden.svg\|23x15px\|border \|alt=Suècia\|link=Selecció de futbol de Suècia\|{{#if:\|]]                          | Oscar Pettersson |

| N. | Pos. | Nac. | Jugador           |
| -- | ---- | --- | ----------------- |
| 15 | MIG  | [[Fitxer:Flag of the Netherlands.svg\|23x15px\|border \|alt=Països Baixos\|link=Selecció de futbol dels Països Baixos\|{{#if:\|]] | Robbin Weijenberg |
| 16 | DAV  | [[Fitxer:Flag of Sweden.svg\|23x15px\|border \|alt=Suècia\|link=Selecció de futbol de Suècia\|{{#if:\|]]                          | Victor Edvardsen  |
| 17 | MIG  | [[Fitxer:Flag of Belgium (civil).svg\|23x15px\|border \|alt=Bèlgica\|link=Selecció de futbol de Bèlgica\|{{#if:\|]]               | Mathis Suray      |
| 19 | DAV  | [[Fitxer:Flag of Finland.svg\|23x15px\|border \|alt=Finlàndia\|link=Selecció de futbol de Finlàndia\|{{#if:\|]]                   | Oliver Antman     |
| 21 | MIG  | [[Fitxer:Flag of the Netherlands.svg\|23x15px\|border \|alt=Països Baixos\|link=Selecció de futbol dels Països Baixos\|{{#if:\|]] | Enric Llansana    |
| 22 | POR  | [[Fitxer:Flag of Belgium (civil).svg\|23x15px\|border \|alt=Bèlgica\|link=Selecció de futbol de Bèlgica\|{{#if:\|]]               | Jari De Busser    |
| 24 | DEF  | [[Fitxer:Flag of the Netherlands.svg\|23x15px\|border \|alt=Països Baixos\|link=Selecció de futbol dels Països Baixos\|{{#if:\|]] | Luca Everink      |
| 26 | DEF  | [[Fitxer:Flag of the Netherlands.svg\|23x15px\|border \|alt=Països Baixos\|link=Selecció de futbol dels Països Baixos\|{{#if:\|]] | Julius Dirksen    |
| 27 | DAV  | [[Fitxer:Flag of the Netherlands.svg\|23x15px\|border \|alt=Països Baixos\|link=Selecció de futbol dels Països Baixos\|{{#if:\|]] | Finn Stokkers     |
| 29 | DEF  | [[Fitxer:Flag of Denmark.svg\|23x15px\|border \|alt=Dinamarca\|link=Selecció de futbol de Dinamarca\|{{#if:\|]]                   | Aske Adelgaard    |
| 30 | POR  | [[Fitxer:Flag of the Netherlands.svg\|23x15px\|border \|alt=Països Baixos\|link=Selecció de futbol dels Països Baixos\|{{#if:\|]] | Sven Jansen       |
| 33 | POR  | [[Fitxer:Flag of the Netherlands.svg\|23x15px\|border \|alt=Països Baixos\|link=Selecció de futbol dels Països Baixos\|{{#if:\|]] | Nando Verdoni     |

### Cedits a altres equips
| N. | Pos. | Nac. | Jugador                                                 |
| -- | ---- | --- | ------------------------------------------------------- |
| —  | MIG  | [[Fitxer:Flag of Belgium (civil).svg\|23x15px\|border \|alt=Bèlgica\|link=Selecció de futbol de Bèlgica\|{{#if:\|]] | Xander Blomme (at Excelsior fins al 30 de juny de 2025) |

| N. | Pos. | Nac. | Jugador                                              |
| -- | ---- | --- | ---------------------------------------------------- |
| —  | DAV  | [[Fitxer:Flag of Belgium (civil).svg\|23x15px\|border \|alt=Bèlgica\|link=Selecció de futbol de Bèlgica\|{{#if:\|]] | Thibo Baeten (at Roda JC fins al 30 de juny de 2025) |

### Jugadors històrics destacats
- Michel Boerebach
- Paul Bosvelt
- Henk ten Cate
- Jan van Deinsen
- Harry Decheiver
- René Eijkelkamp
- Ruud Geels
- Jack de Gier
- Raimond van der Gouw
- Martin Haar
- Leo Halle
- Jan Jongbloed
- Martin Koopman
- Cees van Kooten
- Jan Kromkamp
- Niki Leferink
- Robert Maaskant
- Bert van Marwijk
- Oscar Moens
- John Oude Wesselink
- Marc Overmars
- Nico Reijnders
- Peter Ressel
- Dick Schneider
- Victor Sikora
- Mike Small
- Hennie Spijkerman
- Uğur Yildirim
- Demy de Zeeuw

## Entrenadors destacats
- Henk van Brussel
- Henk ten Cate
- Wiel Coerver
- Frantisek Fadrhonc
- Barry Hughes
- Theo de Jong
- Fritz Korbach
- Raymond Libregts
- Robert Maaskant
- Mike Snoei
- Jan van Staa
- Jan Versleijen